# Mai Marcussen
Mai Marcussen, née le 30 mars 1990, est une handballeuse internationale norvégienne qui évolue au poste de demi-centre.

## Palmarès

### Sélection nationale
autres
- vainqueur du championnat du monde junior en 2010
- vainqueur du championnat d'Europe junior en 2009[2]